# Cap de la Hève
Pour les articles homonymes, voir La Hève (homonymie).

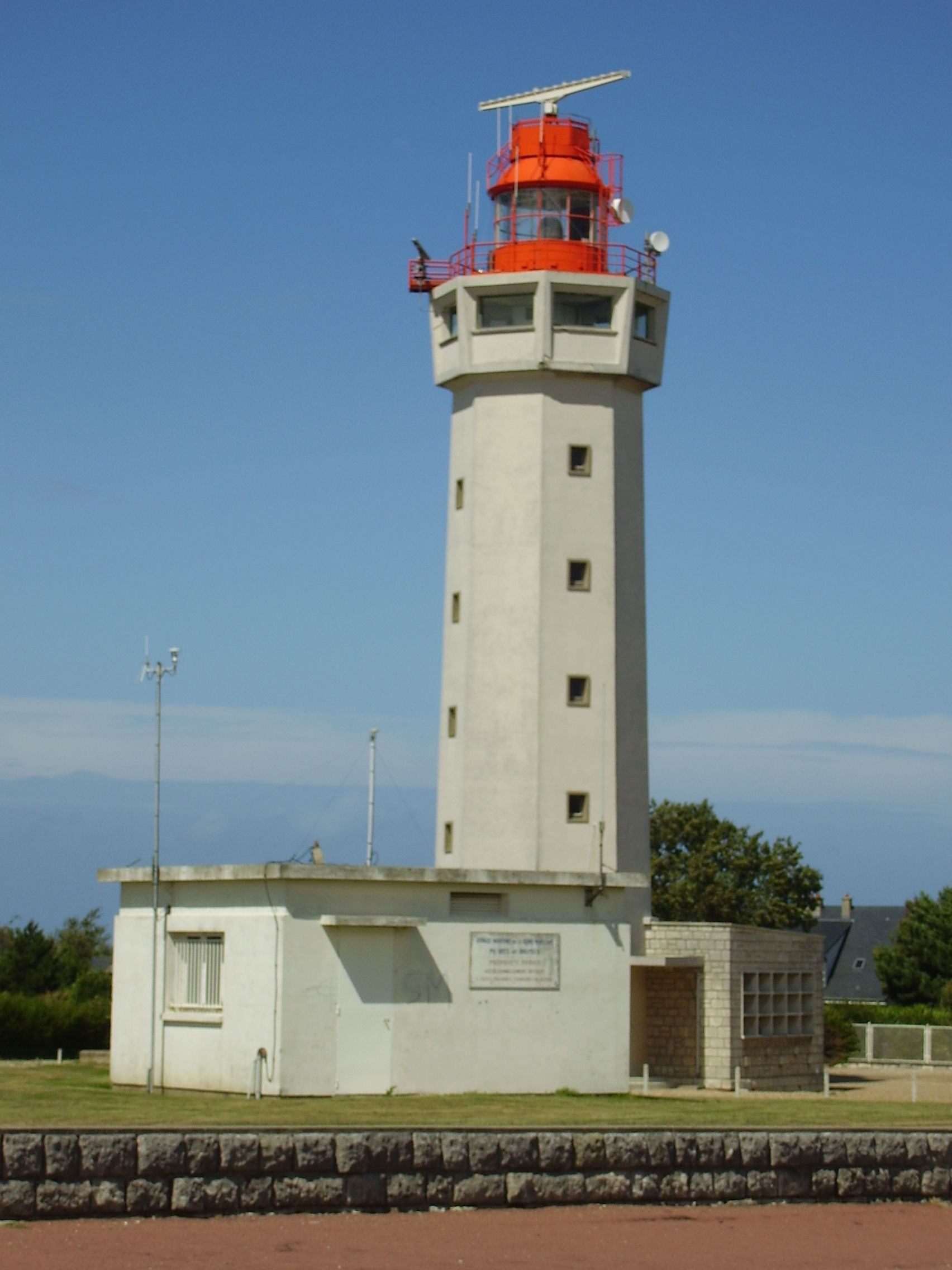
Le phare de la Hève.

Le cap de la Hève est un cap de la falaise du Pays de Caux, situé au nord de la ville du Havre.
Il marque l'extrémité sud de la Côte d'Albâtre et l'extrémité nord de la baie de Seine. Il culmine à 100 mètres au-dessus de la Manche. Il protège l'anse de Sainte-Adresse. Le phare de la Hève y est installé.
Le cap de la Hève fait partie de l'espace naturel sensible (ENS) « le cap de la Hève - le plateau de Dollemard » qui s'étend du Havre à Octeville-sur-mer. Il est, entre autres, un des sites majeurs en France pour l’observation des passereaux en migration post-nuptiale, et le second en Normandie après les falaises de Carolles. Ce site constitue un point de convergence de plusieurs veines migratoires.

## Toponyme
Le cap de la Hève est une dénomination dans laquelle on peut reconnaître l'anglo-saxon hêafod, « tête, pointe, promontoire » (le head anglais en est dérivé). Elle est due aux Saxons de la seconde période de colonisation.

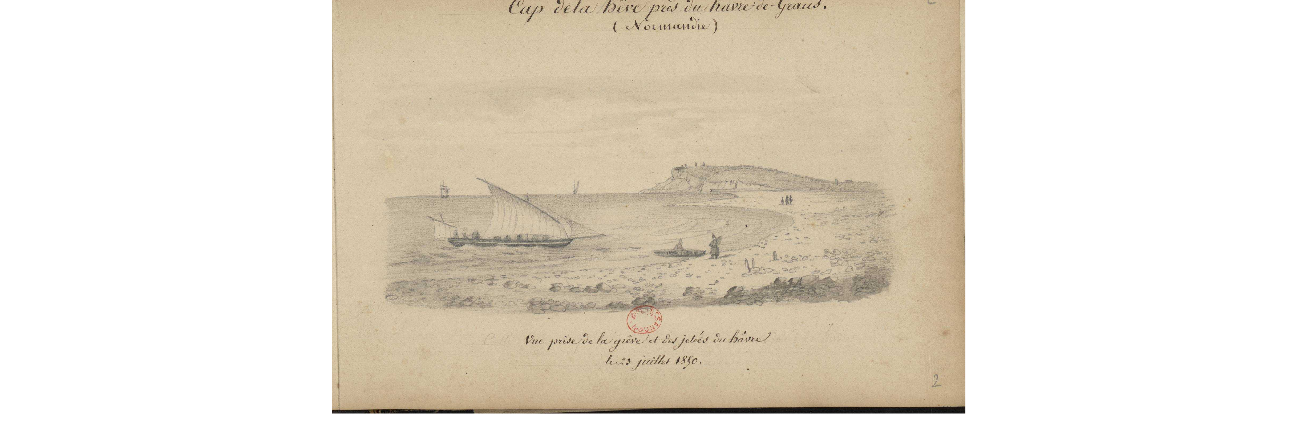
Dessin du Cap de la Hêve, près du Hâvre-de-Graces. Vue prise de la grêve et des jetés du hâvre, le 23 juillet 1850. Par le folkloriste Désiré Monnier lors de son séjour en Bretagne.

## Protections
Le cap de la Hève et la plage à Sainte-Adresse forment un site naturel  Site classé (1992) de 141,12 ha.
Le cap est classé au titre des ZNIEFF.

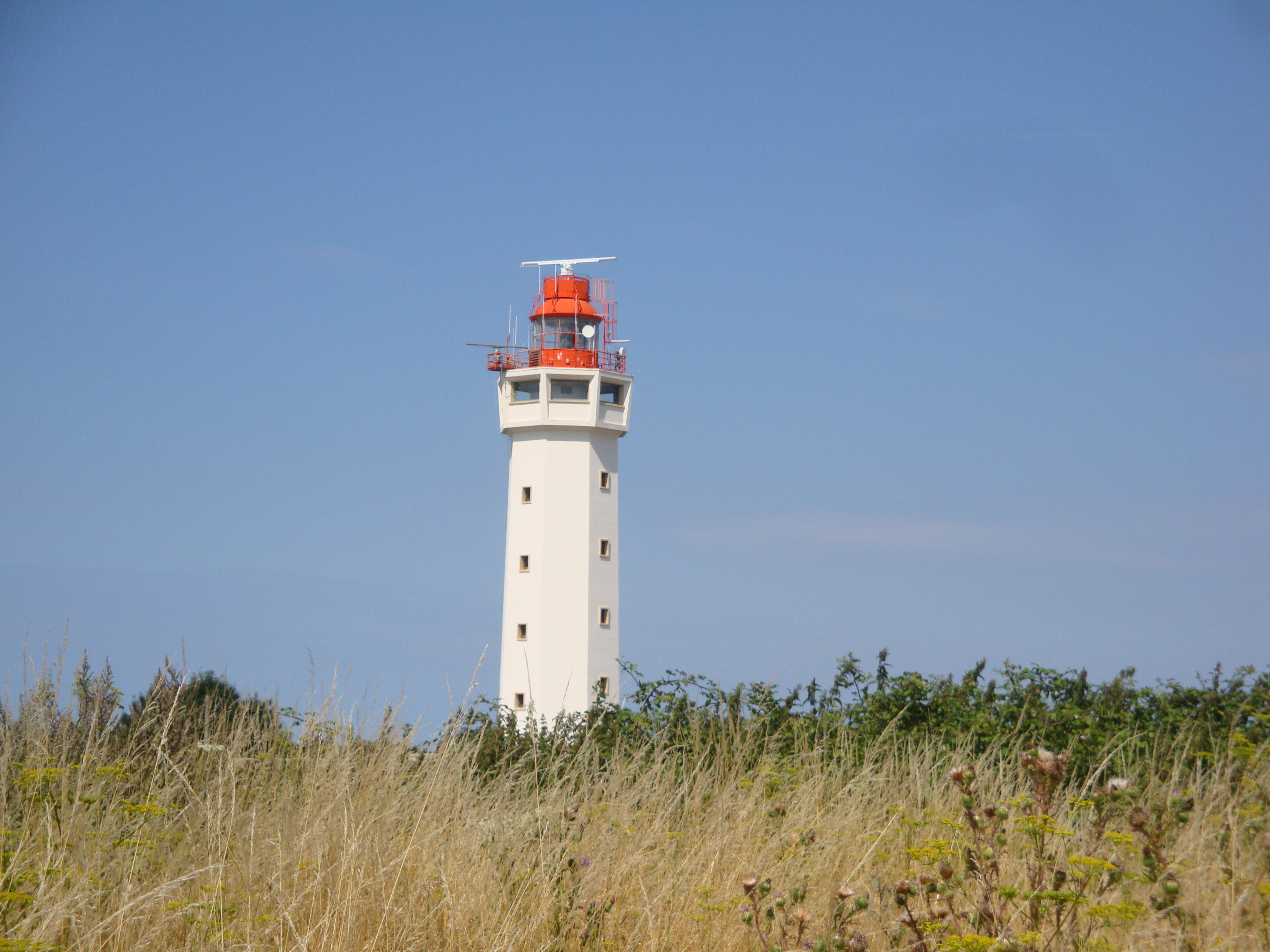
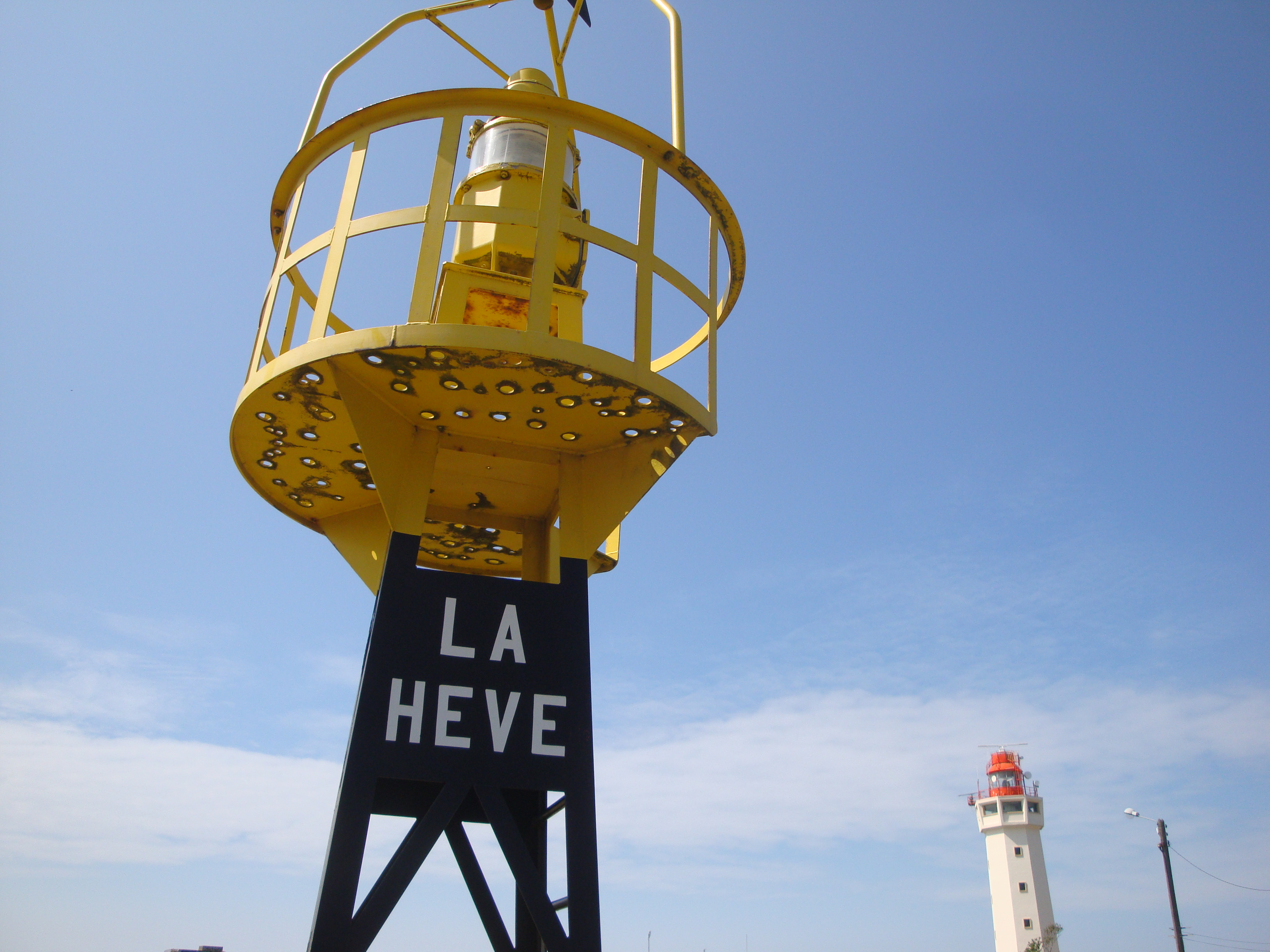
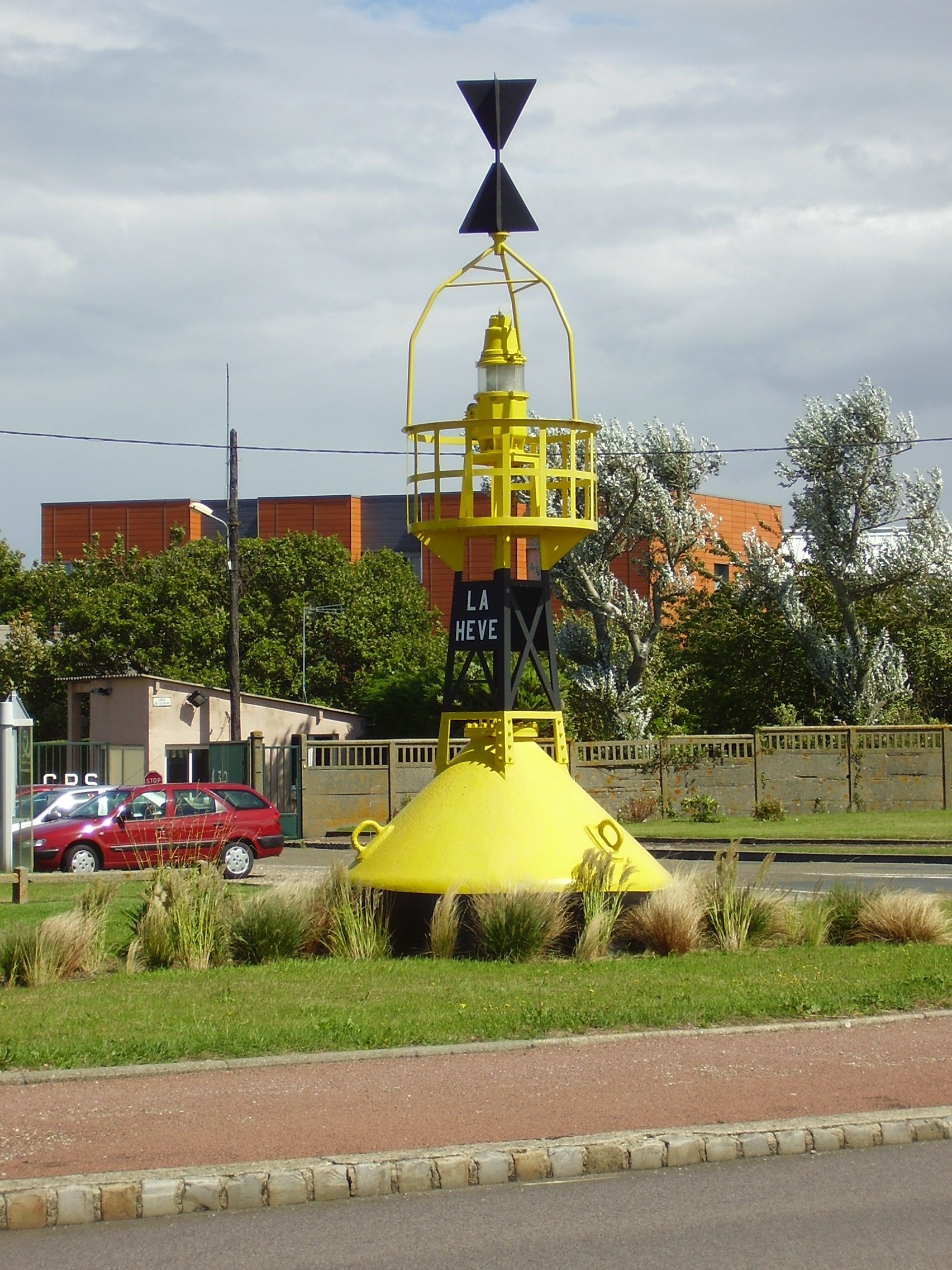